# Biserica „Sfinții Împărați Constantin și Elena” din Mărcăuți
Biserica „Sf. Împărați Constantin și Elena” este o biserică amplasată în Mărcăuți, raionul Briceni, Republica Moldova. Este un monument arhitectural de importanță națională inclus în Registrul monumentelor Republicii Moldova ocrotite de stat cu nr. 133 (raionul Briceni). Datează din 1887.